# Калчи
Калчи (итал. Calci) је насеље у Италији у округу Пиза, региону Тоскана.
Према процени из 2011. у насељу је живело 4529 становника. Насеље се налази на надморској висини од 47 м.

## Становништво
| 1931. | 1936. | 1951. | 1961. | 1971. | 1981. | 1991. | 2001. | 2011. |
| ----- | ----- | ----- | ----- | ----- | ----- | ----- | ----- | ----- |
| 5.504 | 5.448 | 5.645 | 5.285 | 4.773 | 5.053 | 5.504 | 5.838 | 6.409 |